# Carposina orphania
Carposina orphania is een vlinder uit de familie van de Carposinidae. De wetenschappelijke naam van de soort is voor het eerst geldig gepubliceerd in 1910 door Meyrick.